# Fanchang
Der Kreis Fanchang (chinesisch 繁昌县, Pinyin Fánchāng Xiàn) ist ein Kreis der bezirksfreien Stadt Wuhu in der chinesischen Provinz Anhui. Er hat eine Fläche von 588,8 Quadratkilometern und zählt 271.000 Einwohner (Stand: Ende 2018).
Die in seinem Gebiet gelegene Stätte der Fanchang-Brennöfen und die Stätte der Renzidong-Höhle stehen auf der Liste der Denkmäler der Volksrepublik China.